# Husbergøya
Husbergøya est une  petite île de la commune de Nesodden,  dans le comté d'Akershus en Norvège.

## Description
L'île de 0,5 km2 est située dans l'Oslofjord intérieur, au sud de Langøyene et au nord de Skjælholmene dans le Bunnefjorden.
Au début du XXe siècle, Husbergøya a été rachetée par Heinrich Carl Hudtwalcker de Hambourg, qui a construit une usine d'huile de foie de morue et d'huile de hareng, alimentée par des moteurs à vapeur. Plusieurs milliers de tonnes d'huile de poisson et d'huile de foie de morue ont été produites et expédiées dans le monde. L'opération a été interrompue en 1982 et l'ensemble de Husbergøya, y compris les installations de l'usine, a été vendu à la municipalité d'Oslo. Le bâtiment a été utilisé pour des exercices militaires et, dans ce cadre, l'usine a brûlé en 1989. La zone a été nettoyée et réhabilitée en 2009-2010. Quelques chalets, la résidence du directeur peut être louée en chalet côtier.

## Aire protégée
La zone à l'extérieur de l'ancienne usine est une zone de nidification pour plusieurs oiseaux de mer, et a été protégée en tant que Réserve naturelle de  Husbergøya en 2008.
Au sommet de l'île, une plate-forme d'observation a été construite, adaptée à l'observation des oiseaux et plus encore. Près du sommet se trouve la maison qui était autrefois la résidence du directeur.